# Circonscription de Lalo
La circonscription de Lalo est une des 177 circonscriptions législatives de l'État fédéré Oromia, elle se situe dans la Zone Qelem Wellega. Son représentant actuel est Ayele Negeri Gibo.